# Gezeiteninsel

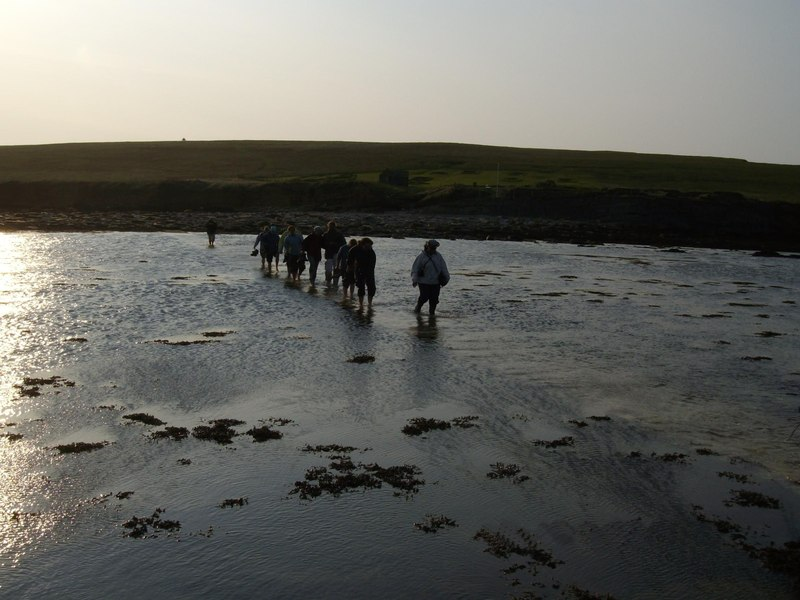
Brough of Birsay bei aufkommender Flut

Eine Gezeiteninsel (altnordisch: Örfirisey) ist ein Landstück, das je nach Höhe der Tide mit dem Festland verbunden oder von Wasser umgeben ist. Bei Niedrigwasser ist es eine Doppelinsel, Halbinsel oder Landzunge, bei Hochwasser eine Insel. Gezeiteninseln sind oft Sehenswürdigkeiten und Touristenattraktionen.

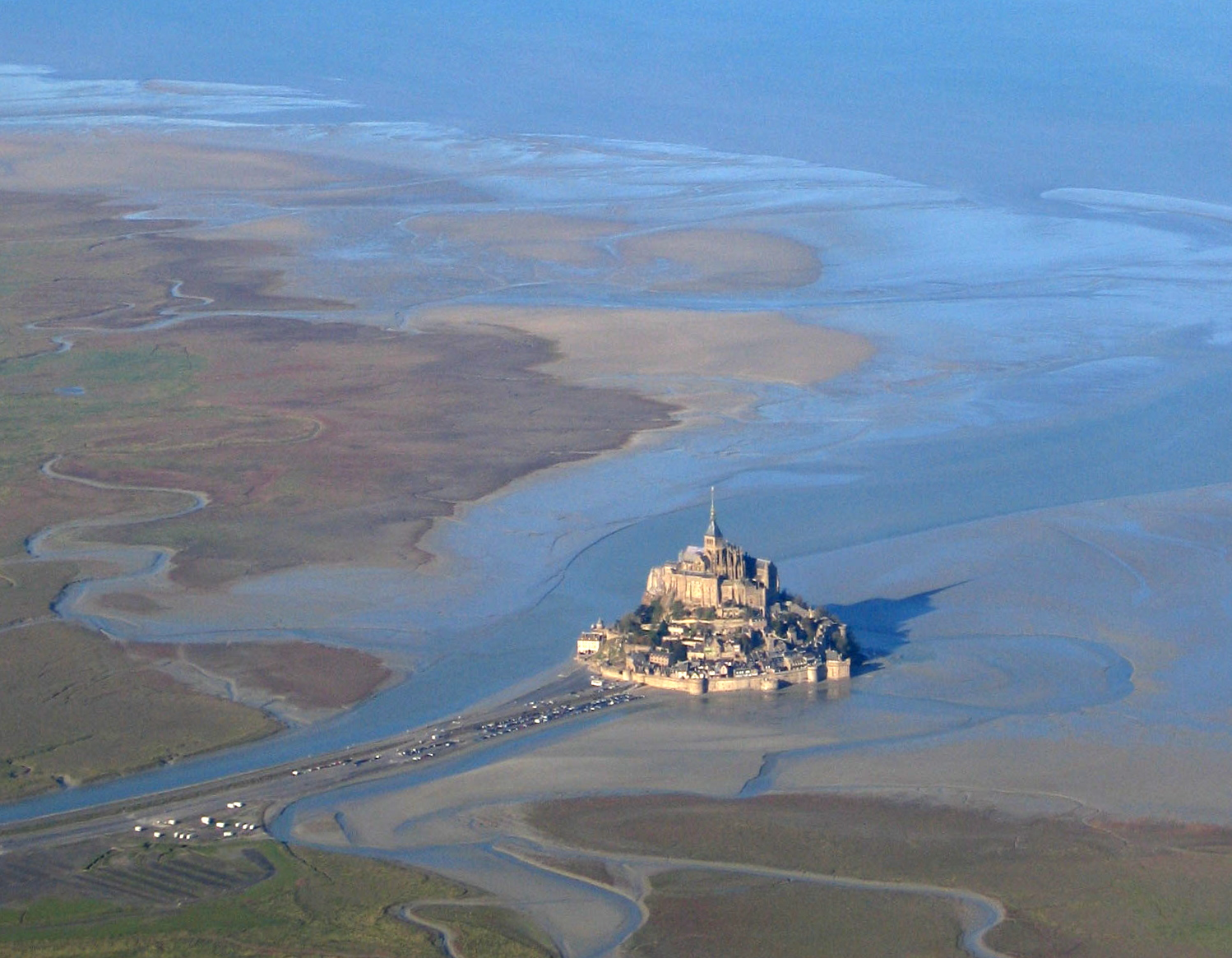
Der Mont Saint-Michel bei Niedrigwasser

Diagramm: Niedrigwasser und Hochwasser

Bekannte Gezeiteninseln sind z. B. Enoshima in Japan, Ko Nang Yuan in Thailand, Lindo und Modo in Korea, Haji Ali Dargah in Indien, Lindisfarne oder Osea in England, der Brough of Birsay, Kili Holm und Start Island auf Orkney; Cramond Island, Davaar, Eilean Chaluim Chille, Eilean Tioram, Erraid und Oronsay, alle in Schottland. 
Um Großbritannien gibt es 43 Gezeiteninseln, 17 davon liegen vor dem schottischen Festland. Zu den anderen gehören St. Patrick’s Isle auf der Isle of Man, Gateholm in Wales und die Hilbre Islands in England, die Île au Guerdain und La Motte vor Jersey. Omey Island liegt in Connemara (Irland). Île de Noirmoutier, Lihou, Île-Coalen, Île-Molène, Île-de-Sieck und die Île Milliau alle in Frankreich oder Mandø in Dänemark.
Der Mont Saint-Michel in der Normandie in Frankreich und der Standort des Opernhauses von Sydney waren ursprünglich Gezeiteninseln, die aber im 19. Jahrhundert mit dem Land verbunden wurden. Solche ehemaligen Inseln gibt es in großer Zahl.